# Ordre de la Souveraineté
L'ordre de la Souveraineté (en azéri : Istiqlal ordeni) est une distinction honorifique de la république d’Azerbaïdjan.

## Création
L'ordre fait partie des décorations que le président Aboulfaz Eltchibeï propose de créer par le décret no 370 du 10 novembre 1992. L'ordre est instauré par le décret no 754 du président Heydar Aliyev qui est ratifié par l'Assemblée nationale le 6 décembre 1993. 

## Statut
L'ordre est décerné aux citoyens d'Azerbaïdjan pour les services suivants :
- contributions exceptionnelles au mouvement d'indépendance nationale de l'Azerbaïdjan ;
- services distingués à la patrie et à ses habitants ;
- contributions spéciales à la construction de l'État.

L'ordre est épinglé sur le côté gauche de la poitrine.

## Insigne
L'insigne est formé de deux plaques d'argent en forme d'étoile à huit pointes disposées l’une sur l'autre. Le motif central représente l'image d’un oiseau d'or aux ailes déployées sur un fond bleu. Au-dessus et entre les ailes, figure une étoile à huit branches sur laquelle est gravé le mot İstiqlal (« Souveraineté »), les deux également en or. Le revers est poli et porte un numéro gravé. 
Il est fixé à un ruban de soie moirée de couleur bleue à six bandes jaunes sur les bords, de 27 x 9 mm.